# François Petit (wspinacz sportowy)
François Petit (ur. 27 marca 1975 w Albertville w departamencie Sabaudia) – francuski wspinacz sportowy uprawiał także wspinaczkę lodową. Specjalizował się w prowadzeniu oraz we wspinaczce klasycznej. Mistrz świata we wspinaczce sportowej w 1997. Dwukrotny wicemistrz Europy w prowadzeniu z 1992 oraz z 1996 roku.

## Kariera sportowa
W 1997 na mistrzostwach świata w Paryżu wywalczył złoty medal we wspinaczce sportowej w konkurencji prowadzenie, w finale wygrał z Amerykaninem Chrisem Sharmą. W 2001 we szwajcarskim Winterthurze zdobył brązowy medal mistrzostw świata w konkurencji prowadzenie.
Na mistrzostwach Europy zdobywał srebrne medale we wspinaczce sportowej w prowadzeniu; w 1992 w niemieckim Frankfurcie nad Menem w finale przegrał z rodakiem, trzykrotnym mistrzem świata François Legrandem.
W 1996 w Paryżu, w finale mistrzostw Europy przegrał ze starszym bratem Arnaudem.
Wielokrotny uczestnik, medalista prestiżowych, elitarnych zawodów wspinaczkowych Rock Master we włoskim Arco, gdzie zdobył srebrny medal w 1996 roku.
Wielokrotny medalista mistrzostw Francji we wspinaczce sportowej w konkurencji prowadzenie, które wygrał w 1991, 1996 oraz w 1997.

## Osiągnięcia

### Mistrzostwa świata
| Konkurencje | 1993 | 1997 | 1999 | 2001 | 2003 |
| Prowadzenie | 4    | 1    | 14   | 3    | 14   |

### Mistrzostwa Europy
| Konkurencje | 1992 | 1996 | 1998 | 2002 |
| Prowadzenie | 2    | 2    | 4    | 5    |

### Rock Master
| Konkurencje | 1992 | 1993 | 1994 | 1995 | 1996 | 1997 | 1999 | 2001 | 2002 |
| Bouldering  | —    | —    | —    | —    | —    | —    | 4    | —    | —    |
| Prowadzenie | 16   | 5    | 4    | 5    | 2    | 7    | 16   | 9    | 4    |

## Życie prywatne
Jego starszy brat Arnaud (ur. 1971) również uprawiał wspinaczkę sportową (był wicemistrzem świata w prowadzeniu w 1995 oraz mistrzem Europy w 1996).